# Коста-и-Льобера, Микель
Микель Коста-и-Льобера (кат. Miquel Costa i Llobera, 1854 - 1922). — испанский балеарский поэт и переводчик, писавший на каталанском и испанском языках.

## Биография
Коста-и-Льобера родился на Майорке, сначала получил образование юриста, затем стал священником и в 1909 году был назначен каноником на своем родном острове. Вначале он выбрал направление романтической поэзии. Примером такого влияния является его сборник «Стихи» (Poesies, 1885), который включает его наиболее известную оду — «Форменторская сосна» (Lo Pi de Formentor, 1885). Это стихотворение, написанное на каталанском языке, является поэтической данью любимой сосне в Форменторе, Майорка, и вдохновило таких авторов и художников, как Жоан Миро и Эрменехильдо Англада-Камараса..
Он написал множество стихотворений в классическом стиле, большинство из которых на каталанском языке, а некоторые, такие как «Лирика» (Líricas, 1899), на кастильском. Некоторые испанские исследователи, например, Антони Рубио-и-Льюч, считали его романтиком в классическом стиле и классиком в романтическом. Другие, такие как выдающийся критик Марселино Менендес-и-Пелайо, называли его «одним из немногих великих поэтов», живших в Испании в то время.
В 1906 году Коста-и-Льобера опубликовал свою важнейшую сборник стихов под названием «Стихи в манере  Горация» (Horacianes, 1906). С использованием очень тщательного языка поэт строго придерживался классических поэтических и литературных форм. Книга состоит из шестнадцати стихотворений или од, которые стремятся воспроизвести в каталанском языке стихотворные формы античной греческой и римской поэзии. Книга была очень хорошо принята в Каталонии, а также испанскими критиками, такими как Марселино Менендес-и-Пелайо. Из-за рубежа, Фредерик Мистраль, получивший Нобелевскую премию по литературе в 1904 году, направил свои комплименты Микелю Коста-и-Льобере в письме, написанном на окситанском языке, назвав его оды «мелодичными» и «достойными лавров Тибра».

## Список произведений
На каталанском:
- Lo Pi de Formentor (1885)
- Poesies (1885)
- De l'agre de la terra (1897)
- La deixa del geni grec (1900)
- Tradicions i fantasies (1903)
- Horacianes (1906)
- Visions de Palestina (1908)
- Sermons panegírics (1916)

На испанском:
- Líricas (1899)